# Parkano centraltätort
Parkano centraltätort (finska: Parkanon keskustaajama) är en tätort (finska: taajama) och centralort i Parkano stad (kommun) i landskapet Birkaland i Finland. Vid tätortsavgränsningen den 31 december 2021 hade Parkano centraltätort 4 276 invånare och omfattade en landareal av 15,05 kvadratkilometer.